# Congtai

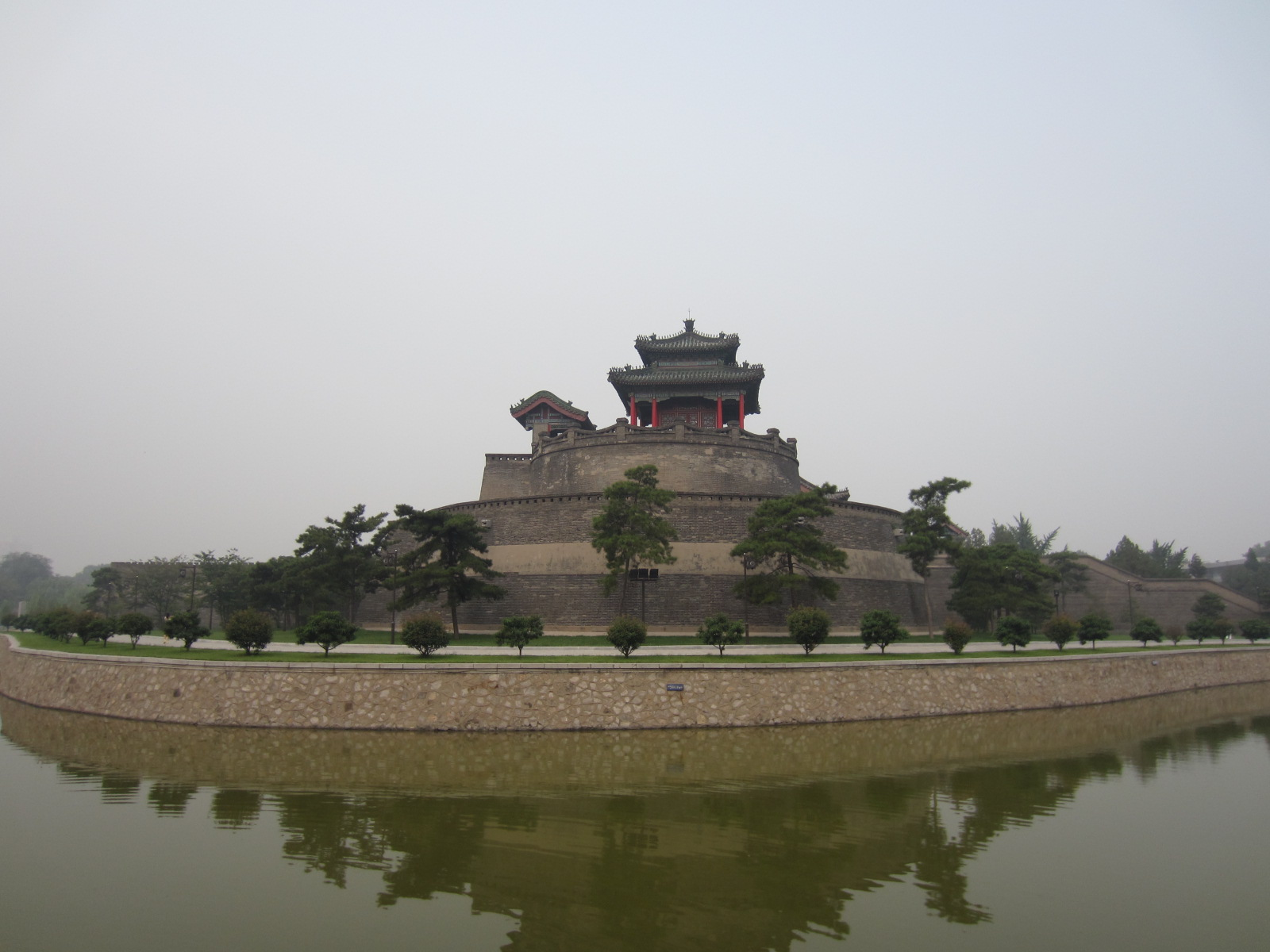
congtai

Congtai (chinesisch 叢台區 / 丛台区, Pinyin Cóngtái Qū) ist ein chinesischer Stadtbezirk der bezirksfreien Stadt Handan im Süden der Provinz Hebei. Er hat eine Fläche von 404,8 km² und zählt 759.077 Einwohner (Stand: Zensus 2010).

## Administrative Gliederung
Auf Gemeindeebene setzt sich der Stadtbezirk aus zehn Straßenvierteln und einer Gemeinden zusammen. 